# Emilio Pucci (azienda)
Emilio Pucci è un'azienda italiana di abbigliamento che prende il nome dal suo fondatore; è di proprietà del gruppo LVMH.

## Storia
Venne fondata in Firenze da Emilio Pucci (1914-1992), alla fine degli anni quaranta, dopo che - all'inizi dello stesso anno - una delle tute disegnate nella seconda metà degli anni quaranta, ed indossata da una amica sulle nevi di Zermatt, venne immortalata dalla fotografa Toni Frissel e pubblicata su Harper's Bazar, giornale che, nel dicembre del 1948, diffonderà le stampe della prima collezione sportiva della neonata azienda. I primi modelli, ancora a nome del solo Pucci (peraltro firmati semplicemente Emilio) vennero posti in vendita da Lord and Taylor per il mercato americano.

### Gli anni cinquanta e sessanta
Pucci apre nel 1949 anche una boutique - antesignano dei monomarca - a Capri: "La canzone del mare", in Via Camerelle, a Marina Piccola. La presentazione dei suoi abiti, già in vendita negli Stati Uniti, che si connotano per tessuti sgargianti e forme comode, riscuotono successo, venendo indossati anche da personaggi del jet set dell'epoca, che ne diventano - in maniera più o meno contrattualizzata - testimonial sui rotocalchi dell'epoca: nel corso degli anni sessanta Sophia Loren, Rita Hayworth, Jackie kennedy, Marylin Monroe (fotografata presso la sua casa di Brentwood nel 1962, da Georges Barris, con indosso la maglietta "specchi" di Pucci), e molte altre pubblicizzeranno la moda dello stilista fiorentino. L'azienda, chiamata inizialmente "Emilio Sportswear" e in breve periodo ridenominata "Emilio Pucci", produce i primi abiti, ancora quasi esclusivamente in seta (la collezione del 1959 venne stampata dal setificio Guido Ravasi di Como) furono richiesti al punto da convincere all'apertura di una seconda boutique a Capri, e di un atelier nel palazzo di famiglia, a Firenze.
L'azienda vera e propria debutta, con una sfilata propria, nel primo evento italiano di presentazione di collezioni moda, organizzato nel 1951 presso Villa Torrigiani in via dei Serragli da Giovanni Battista Giorgini (1898-1971). Con altre sfilate presso la Sala Bianca di Palazzo Pitti avvenne il lancio del made in Italy e - soprattutto - della moda di Firenze a livello internazionale.
L'idea base di Pucci fu quella di offrire prodotti di moda a costi ridotti rispetto ai capi delle maison dell'epoca. Nel merito, venne fatto ampio uso di stampe colorate e di nuova fantasie, psichedeliche ispirate alla Pop Art, all’Op Art ed a disegni esotici, per abiti pensati in maniera più moderna rispetto a quelli conosciuti, soprattutto in ambito nazionale, richiamandosi però anche all'arte classica ed alla cultura italiane (con la collezione Siciliana del ’56, quella ispirata al Palio di Siena del ’57 e quella dedicata a Botticelli del ’59) in modo da risultare appeitibili anche per il mercato statunitense.
Combinando gli elementi di novità nelle trame e fantasie, nei tagli, a costi accessibili, e grazie ad una attività promozionale - sfilate ed interviste proposte ad un pubblico più generalista, fin dai primi anni del decennio, in epoca pretelevisiva, attraverso la Settimana Incom- fu possibile per Pucci ampliare, sia a livello nazionale che internazionale, la platea dei consumatori a un gruppo più ampio di persone in cerca di confezioni e accessori firmati, senza dover ricorrere ai costi proibitivi fino ad allora prospettati per tali oggetti, in un primo esempio di prêt-à-porter.
All'alba degli anni sessanta, l'azienda debuttò nel settore dell'alta moda; fu un decennio in cui Pucci attuò anche una diversificazione della produzione in ambienti diversi da quello dell'abbigliamento. Oltre ad accessori veri e propri (occhiali, etc) la produzione si espanse, attraverso diversi contratti di licenza, ad oggetti per la casa, quali biancheria - prodotta dalla Springmaid - di arredamento e complementari come vasi e bicchieri, tramite collaborazioni e licenze che, partendo dalla lingerie (per la Formit) si espande alla porcellana (con un accordo con la tedesca Rosenthal), includendo tappeti per la Dandolo y Primi in Argentina, penne per la Parker.
È il periodo di massima espansione dell'azienda, che arriva a contare 400 dipendenti. Nel 1966 venne lanciato il primo profumo, denominato Vivara, come una precedente stampa ispirata al mare mediterraneo, la cui fantasia sarà poi applicata anche a ceramiche e tappeti. Seguiranno altre fragranze, quali Miss Zadig nel 1974 e Pucci nel 1977, mentre nel 1968 l'azienda si aprì anche alla moda maschile tramite un accordo con Ermenegildo Zegna.
Dal 1967 sia la sede che le sfilate vennero spostate presso la propria sede di via dei Pucci.
Nel corso dei primi due decenni di attività, Pucci sviluppò e brevettò - in una forte collaborazione con le aziende tessili - anche tessuti tecnici innovativi; nel 1953, con la Legler, produsse nuovi velluti artificiali e sintetici per pantaloni sportivi e, con il cotonificio Valle Susa, il wally pliss stampato. Contemporaneamente (nel 1954) brevetta un nuovo jersey in organzino di seta, realizzato dalla Mabu di Solbiate e dalla Boselli di Como mentre nel 1960 brevettò un tessuto elastico chiamato “Emilioform”, in helanca e shantung di seta.
Disegnerà, fra le altre cose, lo stemma sulla tuta degli astronauti della NASA per la missione Apollo 15 del 1971, oltre alle divise per la Braniff International Airways, che disegnò per sei collezioni, dal 1965 al 1974, attraverso una serie di collezioni capsule con nomi diversi (dall'air strip per la modularità dei capi, alla Gemini 4).

### Dagli anni settanta al duemila
Negli anni settanta ed ottanta l'attività prosegue, seppure in maniera meno evidente rispetto ai decenni precedenti, anche con opere one-off di modifica di oggetti di massa o di design, come avveniva all'epoca. È il caso della Lincoln (azienda all'epoca posseduta dalla Ford) che delega - nel 1979 - a diversi stilisti (Givenchy, Bill Blass, Cartier, e - appunto - Pucci) il compito di ripensare nel nome dell'alta moda del proprio paese il modello Continental serie Mark IV (prodotta dal 1977 al 1979), impegno che si trasponde in una vettura turchese con interni in pelle bianca. Superato un periodo di crisi negli anni ottanta, con la riduzione - nel 1987 - dei dipendenti (all'epoca 57) - nella seconda metà degli anni ottanta, gli abiti di Pucci tornano alla ribalta, indossati da Madonna, Paloma Picasso, Linda Evangelista.
Dopo la morte dello stilista - nel novembre 1992 - l'azienda viene ereditata da Laudomia Pucci. Fu un periodo in cui le stampe di Emilio tornarono alla ribalta.

### Nel gruppo LVMH
Nell'aprile del 2000 il gruppo LMVH - Louis Vuitton, acquista i diritti del marchio Emilio Pucci, rilevando la quota maggioritaria dell'azienda, e rilanciando le collezioni, sia tramite riletture dei disegni d'archivio (heritage) sia degli abiti che di oggetti per la casa come piatti e vasi, che attraverso l'assegnazione a nuovi stilisti del disegno di accessori (quali l'eyewear).
Nel 2016 viene annunciata la decisione di spostare la sede dallo storico palazzo Pucci, in via dei Pucci 6 - da dedicare ad altre attività - a Milano in relazione al polo creativo e commerciale, ed a Bologna per l'area produttiva italiana.
L'azienda ha circa 50 boutique nel mondo, anche se la maggior parte del proprio fatturato è riconducibile a vendite sul territorio nazionale.
Nel giugno 2021 LVMH ha rilevato la quota di Laudomia Pucci, prendendo il controllo totale dell'azienda.

## Brand

### Marchi di proprietà
- Emilio Pucci